# Список умерших в 592 году

## Март
- 28 марта — Гунтрамн, король франков (561—592).

## Декабрь
- 12 декабря — Император Сусюн, 32-й император Японии (587—592).

## Дата смерти неизвестна или требует уточнения
- Бахрам Чубин, шахиншах Ирана (590—591).
- Маровей, епископ Пуатье.
- Мимульф, лангобардский правитель герцогства Сан-Джулио.
- Святая Сильвия, мать Григория I Великого.
- Эберегизел, епископ Кёльна и, возможно, епископ Маастрихта; католический святой.